# غزو اليابان لكوريا (1592-1598)
الغزو الياباني لكوريا 1592 – 1598 أو حرب إمنجن، تتألف من غزوتين منفصلتين لكنهما مرتبطتين، الغزو الأول في عام 1592 (شغب إمنجن)، وهدنة قصيرة في 1596، وغزو ثانٍ في 1597 (حرب شونغيو). انتهى النزاع عام 1598 مع انسحاب القوات اليابانية من شبه الجزيرة الكورية بعد جمود عسكري في المقاطعات الساحلية الجنوبية في كوريا. في نهاية المطاف كانت النتيجة انتصار جوسون الكورية ومينغ الصينية وطرد اليابان من شبه الجزيرة.
شن الغزوات تويوتومي هيده-يوشي بقصد غزو شبه الجزيرة الكورية والصين، التي حُكمت على التوالي من قبل مملكة جوسون وسلالة مينغ الحاكمة. نجحت اليابان سريعًا في احتلال أجزاء كبيرة من شبه الجزيرة الكورية، ولكن مساهمة التعزيزات العسكرية من قبل سلالة مينغ، بالإضافة إلى تعطيل أساطيل الإمداد اليابانية على طول السواحل الغربية والجنوبية من قبل بحرية سلالة جوسون أجبرت القوات اليابانية على الانسحاب من بيونغيانغ والمحافظات الشمالية إلى الجنوب في بوسان والمناطق المجاورة. بعد ذلك، شنت الجيوش النزيهة (ميليشيات سلالة جوسون المدنية) حرب عصابات ضد اليابانيين وعرقلت التوريد على كلا الجانبين، لم يكن بمقدورهما شن هجوم ناجح أو كسب أي أراضي إضافية، ما أدى إلى جمود عسكري. استمرت المرحلة الأولى من الغزو من عام 1592 حتى عام 1596، وأعقبتها في نهاية المطاف مفاوضات سلام فاشلة بين اليابان وسلالة مينغ بين 1596 و 1597.
في عام 1597، جددت اليابان هجومها بغزو كوريا مرة ثانية. عكس نمط الغزو الثاني إلى حد كبير نمط الغزو الأول. حقق اليابانيون نجاحات أولية على الأرض، واستولوا على العديد من المدن والحصون، إلى أن توقفوا وأُجبروا على الانسحاب إلى المناطق الساحلية الجنوبية لشبه الجزيرة. ومع ذلك، لم تتمكن قوات مينغ وجوسون طرد اليابانيين من حصونهم المتبقية وترسيخ مواقعهم في المناطق الساحلية الجنوبية، حيث أصبح كلا الجانبين محاصرين مرة أخرى وفي حالة جمود عسكري لمدة عشرة أشهر.
مع وفاة هيده-يوشي في عام 1598، والتقدم المحدود على الأرض، واستمرار انقطاع خطوط الإمدادات بسبب بحرية سلالة جوسون، أُمرت القوات اليابانية في كوريا بالانسحاب مرة أخرى إلى اليابان من قبل مجلس الحكم الجديد المكون من خمسة حكماء. وأعقب ذلك مفاوضات سلام نهائية بين الطرفين استمرت عدة سنوات، ما أدى في نهاية المطاف إلى تطبيع العلاقات بينهما.

## الأسماء
في اللغة الكورية تُدعى الغزوة الأولى (1592 – 1593) «بالاضطرابات اليابانية في إمنجن» (倭 亂) حيث أن سنة 1592 هي سنة إمنجنية في الدورة الستينية. تُدعى الغزوة الثانية (1597 – 1598) «حرب شونغيو الثانية» (丁酉). بشكل جماعي، يشار إلى الغزوات باسم حرب إمجين.
في اللغة الصينية يُشار إلى الحروب على أنها «حملة وانلي الكورية»، وذلك بعد أن حمل اللقب الإمبراطور الصيني، أو «حرب رينشين للدفاع عن الأمة» (壬辰衛國戰爭). إمنجن هي القراءة للكلمة الصينية رينشين (壬辰).
في اللغة اليابانية تُدعى الحرب بونروكو نو إيكي، يشير بونروكو إلى اسم من العصر الياباني للإمبراطور غو-يوزي. امتدت الفترة من 1592 حتى 1596. يدعى الغزو الثاني «كيشو نو إيكي» (慶長の役). خلال فترة إيدو (بين القرنين السابع عشر والتاسع عشر)، أُطلق على الحرب أيضًا اسم «كارا إري» (唐入り) والذي يعني «الدخول إلى الصين» أو بمعنى أدق «الدخول إلى تانغ»، أي سلالة تانغ في الصين التي تأثرت باليابان منذ 1000 سنة مضت. وكان الهدف النهائي لليابان غزو الصين التي تحكمها سلالة مينغ. ومع ذلك، خلال الحرب، مع حقيقة أن الصراع كان محصورًا إلى حد كبير في شبه الجزيرة الكورية، غير تويوتومي هيده-يوشي أهدافه الأصلية.

## نظرة عامة
في سنة 1592 أطلق تويوتومي هيده-يوشي جيشاً قوامه 158 ألفاً كان أساس أول غزوتين يابانيتين لكوريا، بقصد احتلال جوسون كوريا ومن ثم مينغ الصينية. في البداية حققت القوات اليابانية نجاحاً ساحقاً على البر باحتلالها لمدينتي سول وبيونغيانغ واستكمال احتلال كوريا في ثلاثة أشهر. هذا النجاح على البر قابله هزائم متعددة على البحر، حيث قامت القوات البحرية الكورية بمضايقة أساطيل إمدادات اليابان. مع وجود بعض الاستثناءات إلا أن هذه الصورة ثبتت طوال فترة الحرب. القوات اليابانية المدربة جيداً والواثقة ذات خبرة يعود فضلها للمعارك والصراعات العديدة خلال فترة سينغوكو وخصوصاً في الاشتباكات البرية، ومع ذلك فإن القوات اليابانية تعطلت في التقدم من ناحية الاتصالات وخطوط الإمدادات.
فسرت مينغ الصين غزو اليابان لكوريا على أنه تهديد لنظام التبعية بطلب من كوريا، أدى دخول مينغ تحت حكم الإمبراطور وانلي ودعمه لكوريا بالقوات البرية بشكل كبير إلى جمود عسكري في نهاية المطاف. توقفت الحرب لخمسة سنوات والتي تناقشت فيها اليابان مع مينغ من أجل مفاوضات تسوية سلمية. المرحلة الأولى من الغزو استمرت من 1592 إلى 1596 مع فترة توقف قصيرة من أجل التفاوض والذي فشل بين 1596 و 1597.
في سنة 1597، أعادت اليابان إهانتها لكوريا بغزوها مرة ثانية. عكست الغزوة الثانية بشكل عام أحداث الغزوة الأولى. مع موت هيده-يوشي في سبتمبر 1598 والتقدم المحدود على البر (مع تمركز معظم القوات اليابانية في الثكنات والحصون الساحلية في الجنوب)، واستمرار انعدام الأمن في البحر، كل هذا أدى إلى انسحاب اليابان وبدء مفاوضات السلام بين الطرفين والتي استمرت لعدة سنوات، مما أدى لتطبيع العلاقات بين الدولتين.

## الخلفية

### اليابان وكوريا قبل الحرب
في عام 1392، قاد الجنرال يي سيونغيي انقلابًا ناجحًا للاستيلاء على السلطة السياسية في كوريا من وو ملك غوريو، وأجبره أتباع سيونغيي على السيطرة على التاج مثل تايجو ملك جوسون، وبالتالي إنشاء سلالة جديدة. بحثًا عن مبرر لحكمه نظرًا لعدم وجود سلالة ملكية حاكمة، تلقى النظام الجديد اعترافًا من الصين واشترك في نظام الجزية الصيني الإمبراطوري ضمن إطار انتداب السماء. في إطار نظام الجزية هذا، تولت الصين دور «الأخ الأكبر»، حيث حافظت كوريا على أعلى منصب بين الدول الدافعة للجزية، والتي تضمنت أيضًا دولًا مثل مملكة ريوكيو، وفيتنام، وتايلاند ولاوس، مقابل قبول دور دافع الجزية الخاضع لـ «الأخ الأصغر».
في عام 1402، مُنح الشوغون أشيكاغا يوشي-ميتسو (على الرغم من عدم كونه إمبراطور اليابان) لقب «ملك اليابان» من قبل الإمبراطور الصيني ومن خلال هذا اللقب، قبل منصبًا في نظام الجزية الإمبراطوري اعتبارًا من عام 1404. انتهت هذه العلاقة في عام 1408 عندما اختارت اليابان، على عكس كوريا، إنهاء اعترافها بالهيمنة الإقليمية للصين وإلغاء أي بعثات ضريبية أخرى. كانت العضوية في نظام الجزية مطلبًا أساسيًا لأي تبادل اقتصادي مع الصين. عند الخروج من النظام، تخلت اليابان عن علاقتها التجارية مع الصين.
قبل ألف عام، كان لسلالتيّ سوي وتانغ في الصين علاقات سياسية وتجارة وثيقة مع ممالك كوريا الثلاث. وبالمثل، كان لسلالة مينغ الصينية علاقات تجارية ودبلوماسية وثيقة مع سلالة جوسون، التي بقيت مندمجة في نظام الجزية الإمبراطوري، ولكنها تلقت أيضًا جزية وتجارة من اليابان.
تشترك سلالة مينغ الصينية وجوسون الكورية في الكثير من الأشياء المشتركة، حيث أن كلاهما ظهر خلال القرن الرابع عشر بعد نهاية سلالة يوان، واعتنقا الأفكار الكونفوشية في المجتمع، وواجها تهديدات مماثلة (غزاة جورشن وووكو). كان لكل منهما فصائل سياسية داخلية متنافسة، والتي ساهمت في التأثير على القرارات التي اتخذت قبل وأثناء الحرب. كان لسلالة جوسون ومينغ تحالف صديق، وذلك بسبب التجارة الوثيقة والأعداء المشتركين.

## وصلات خارجية
- غزوتي تويتومي هيده-يوشي لكوريا: حملة بنروكو (1592-93).
- غزو اليابان في 1592. (بالإنجليزية)
- متحف جنجو الوطني يتعلق بهذا الموضوع. (المعلومات بالكورية والإنجليزية)
- حرب إمجن. (بالإنجليزية)